# 뺨치기

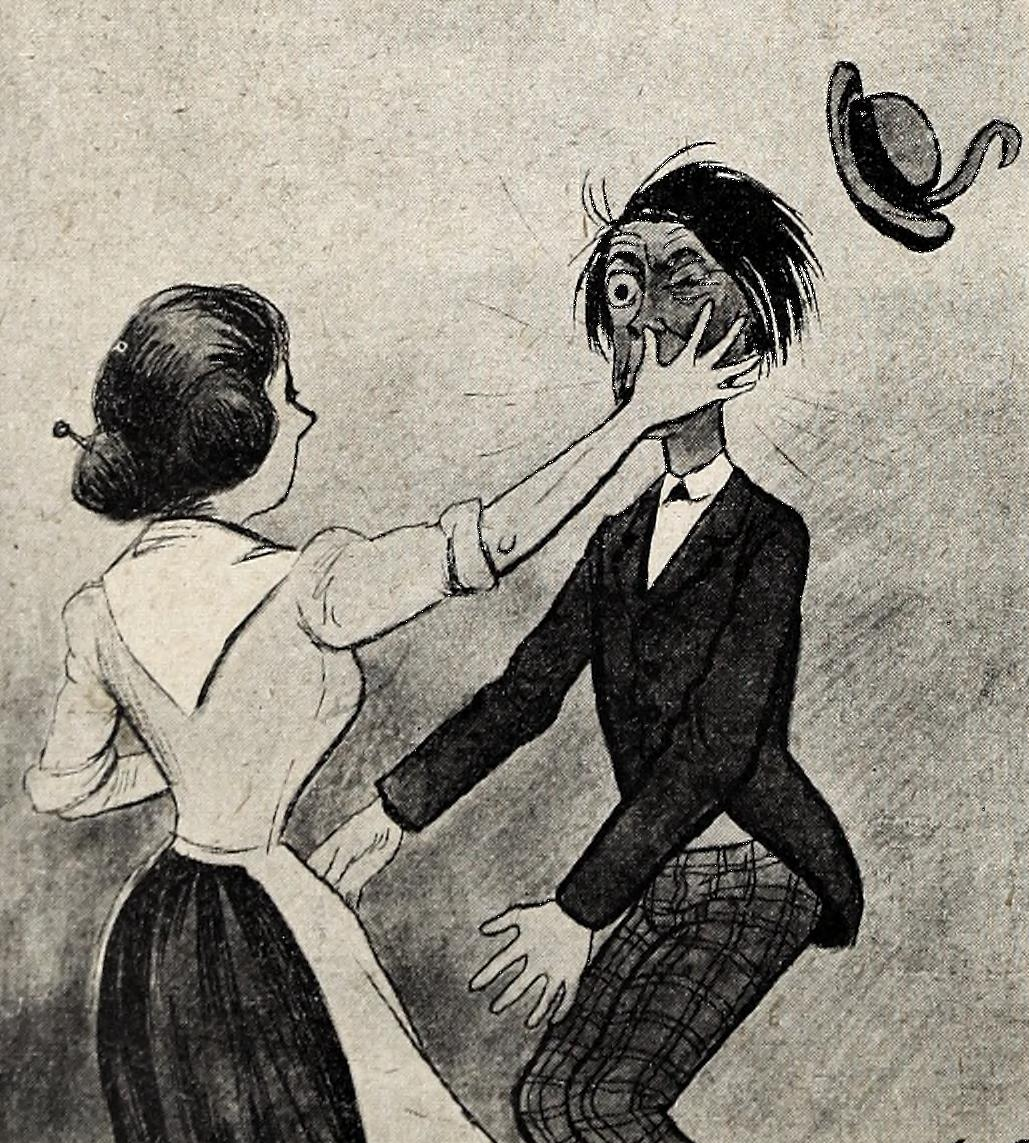

귀싸대기 때리기, 따귀 갈기기, 뺨 치기는 손바닥을 사용하여 상대의 뺨을 치는 행위를 이른다.
뺨을 치는 행위는 남을 다치게 만들기보다 모욕을 주는 의미가 강하다.
문화권에 따라 뺨치기에 대한 시각은 다르다. 아이슬란드에서는 어린이에 대한 뺨치기를 신체적 학대로 간주하고 불법으로 규정하는 반면, 영국에서는 일부 부모를 제외하면 폭력으로 보지 않는다.
본 문서의 표제명 '뺨치기'는 임의적인 것으로, 한국에서 뺨을 때리는 동작에 대한 규범 표기가 아니므로 주의가 필요하다.

## 같이 보기
- 집단 따돌림
- 아동 학대